# Guarda Imperial Russa

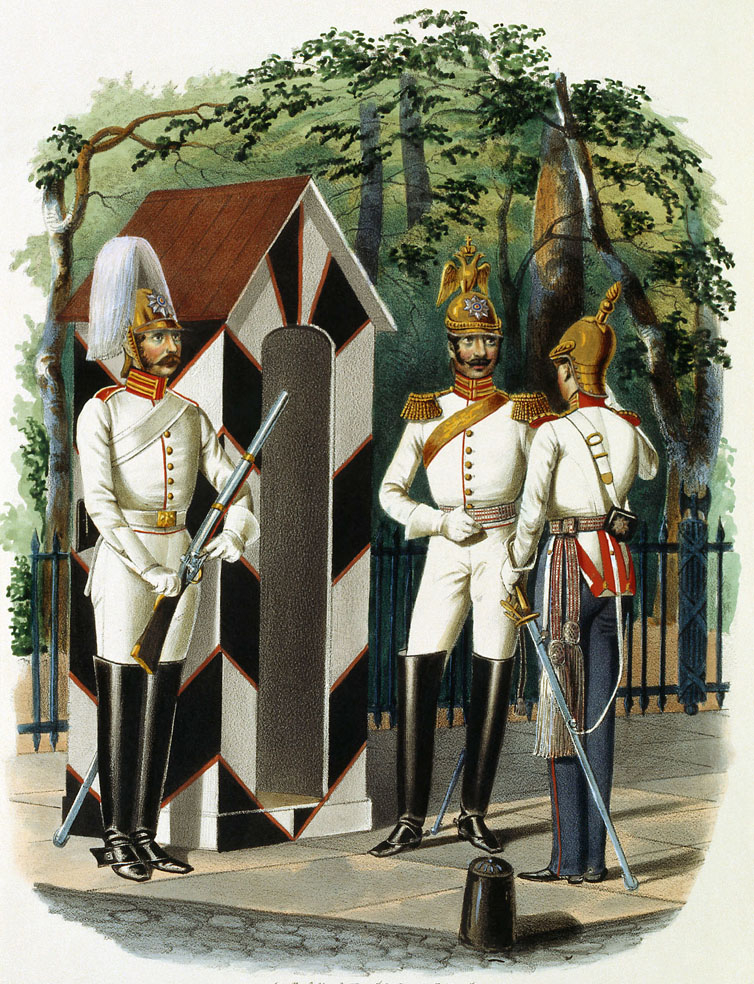
Homens da guarda imperial do exército russo.

A Guarda Imperial Russa, oficialmente conhecida como Leib Guard (em russo:  Лейб-гвардия pronunciado "Leyb-gvardiya", do Alemão Leib (corpo); eram unidades militares cuja função era a guarda pessoal do Imperador da Rússia. Pedro, o Grande criou a primeira destas unidades na década de 1690, para substituir os Streltsy. No seu início, a Guarda tinha um papel mais político, preparava os nobres para o posto de oficial e oficiais para o exército.

## História
Pedro, o Grande primeiro estabeleceu as duas unidades seniores da eventual Guarda Imperial, os regimentos de infantaria Preobrazhensky e Semyonovsky. Pedro formou esses dois regimentos como parte de sua profissionalização do exército russo após sua desastrosa derrota para os suecos na Batalha de Narva, durante as primeiras fases da Grande Guerra do Norte. Ele foi influenciado, também, por sua desconfiança dos Streltsy, que se levantaram contra ele repetidamente, tanto durante sua infância (que o traumatizou) quanto durante seu reinado.
Mais tarde, a imperatriz Anna formou o Regimento Izmailovsky, recrutado de seu Ducado nativo da Curlândia e Semigália, por desconfiança dos outros regimentos de guarda (especialmente o Preobrazhensky) como resultado de sua paranoia de perder o poder. O Regimento Izmaylovsky tornou-se a guarda oficial do palácio durante o reinado de Anna.
Mas o termo "leib" não foi usado até o reinado da imperatriz Elizabeth (1741-1762) durante sua formação da Companhia Leib, composta pelos granadeiros (especialmente o Preobrazhensky) que ajudaram a colocá-la no trono.

### Revolução de 1905
A Guarda Imperial desempenhou um papel fundamental na repressão da Revolução de 1905, mais particularmente em São Petersburgo no domingo, 22 (9 de janeiro) de janeiro de 1905 (Domingo Sangrento). O Regimento Semyonovsky posteriormente reprimiu distúrbios generalizados em Moscou. No entanto, um batalhão completo do Regimento Preobrazhensky amotinou-se em junho de 1906.

### Revolução Russa de 1917
Durante a Revolução de Fevereiro de 1917, a guarnição de São Petersburgo incluía 99 000 soldados da Guarda Imperial. Eram batalhões de reserva, formados por uma mistura de novos recrutas e veteranos dos regimentos da Guarda Imperial servindo no front. Embora geralmente ainda recrutados em distritos rurais, as bases da Guarda não eram mais os instrumentos confiáveis da autocracia czarista que seus antecessores haviam sido durante a revolução abortada de 1905. Cerca de 90% dos oficiais dessas unidades de reserva eram comissionados em tempos de guerra, muitas vezes inexperientes militarmente e às vezes simpáticos à necessidade de reforma política. O moral geral e a liderança das tropas de São Petersburgo eram pobres, embora ainda desfrutassem do status dos regimentos históricos que representavam.
Durante os primeiros dias de tumultos em São Petersburgo, os regimentos Semyonovsky, Pavlovsky e Volinsky obedeceram a seus oficiais e dispararam contra a multidão de manifestantes. Mas em 27 de fevereiro, primeiro os regimentos Volhynsky, depois os regimentos Semyonovsky, Moskovski e Izmailovsky desertaram em grande número para o que agora se tornou uma revolução. Alguns policiais foram mortos. Estima-se que 66 700 guardas da capital tenham desertado em cerca de dois dias. Esta deserção em massa de unidades da Guarda Imperial marcou o fim do regime czarista.
Durante a Revolução de Outubro, o Regimento Pavlovsky, embora celebrado por suas ações durante as Guerras Napoleônicas, foi um dos primeiros regimentos a se amotinar e se juntar aos bolcheviques; em seguida, participou da tomada do Palácio de Inverno. Grande parte da antiga Guarda Imperial ainda existia em outubro de 1917, mantendo seus títulos históricos, embora agora seu papel fosse o de soldados republicanos politizados. Além dos Pavlovsky, os regimentos Semenovsky e Ismailovsky se uniram aos bolcheviques em uma fase crucial da revolução.
Em dezembro de 1917, quando os bolcheviques consolidaram seu poder, os remanescentes da Guarda Imperial foram dissolvidos e integrados ao Exército Vermelho. Como tal, eles viram o combate na Guerra polaco-soviética em 1920.

## Base da seleção
A partir do século 18, as bases da Guarda Imperial eram escolhidas a partir de cada entrada anual de recrutas. Em tempos de paz, a maioria dos regimentos tinha um critério de seleção baseado em características da aparência física, como altura, cor do cabelo, etc. O objetivo dessa tradição era valorizar a aparência uniforme de cada unidade quando em desfile. Como exemplo, os recrutas do Regimento Semyonovsky foram escolhidos por sua altura (mais alta da Infantaria da Guarda), cabelos castanhos claros e barba limpa.